# Queens városnegyedeinek listája
A lap Queens városnegyedeit listázza, Queens egyike New York öt nagy kerületének.
Ellentétben a másik négy nagy kerülettel, Queens városnegyedei előfordulnak a postai címekben is. Például amíg Manhattan bármelyik kerületében a postai cím New York, NY, Brooklynban mindenhol Brooklyn, NY, addig a queens-i College Point városnegyed gyakran szerepel College Point, NY formában, a Queens, NY helyett.
Magyarázat: A ZIP-kód 1960-as évekbeli bevezetése után, Queens és nyugat Nassau County öt különböző városként kerültek be az amerikai posta adatbázisába. Ez a csoportosítás csökkentette a városnegyedek közötti hasonlóságot. A queens-i polgárok, és Gary Ackerman képviselő sürgetésének hatására ezt a kivitelezést elvetették, viszont az eredeti ZIP-kódokat megtartották az amerikai postánál. 

 Archiválva 2007. június 30-i dátummal a Wayback Machine-ben
Történelmi okokból, a ZIP-kódok első három karakterei a következők voltak: 
- 110 Floral Park,
- 111 Long Island City,
- 113 Flushing,
- 114 Jamaica,
- 116 Far Rockaway (112 Brooklyn, 115  Nyugat Nassau)

## Északnyugat Queens
- Astoria
  - Astoria Heights
  - Ditmars
- Corona
  - North Corona
- East Elmhurst
- Elmhurst
- Forest Hills
  - Forest Hills Gardens
- Glendale
- Hunters Point
- Jackson Heights
- Long Island City
  - Blissville
  - Dutch Kills
  - Queensbridge (housing development)
  - Ravenswood
- Maspeth
- Middle Village
- Rego Park
  - LeFrak City (housing development)
- Ridgewood
- Sunnyside
  - Sunnyside Gardens
- Woodside

## Északkelet Queens
- Auburndale
- Bay Terrace
- Bayside
- Beechhurst
- Bellerose
- College Point
- Douglaston
- Flushing
  - Electchester
  - Murray Hill
  - Queensboro Hill ·
- Floral Park
- Fresh Meadows
- Fresh Pond
- Glen Oaks
  - North Shore Towers (housing development)
- Hillcrest
- Kew Gardens Hills
- Kew Gardens
- Linden Hill
- Little Neck
- Malba
- New Hyde Park
- Oakland Gardens
- Pomonok
- Utopia
- Whitestone
- Willets Point

## Délnyugat Queens
- Hamilton Beach
- Howard Beach
  - Old Howard Beach
  - Howard Park
  - Ramblersville
  - Lindenwood (housing development)
  - Rockwood Park
- Ozone Park
  - Tudor Village
- Richmond Hill
- South Ozone Park
- Woodhaven

## Délkelet Queens
- Bellaire
- Briarwood
- Cambria Heights
- Hollis Hills
- Hollis
- Holliswood
- Jamaica
- Jamaica Estates
- Jamaica Hills
- Laurelton
- Meadowmere
- Queens Village
- Rochdale Village
- Rosedale
- Saint Albans
- South Jamaica
- Springfield Gardens
- Warnerville

### Rockaway Peninsula
- Arverne
- Bayswater
- Belle Harbor
- Breezy Point
- Broad Channel
- Edgemere
- Far Rockaway
- Hammels
- Neponsit
- Rockaway Beach
- Rockaway Park
- Roxbury
- Seaside

## Külső hivatkozások
- Neighborhood Map from NYC Department of City Planning